# Eschteich

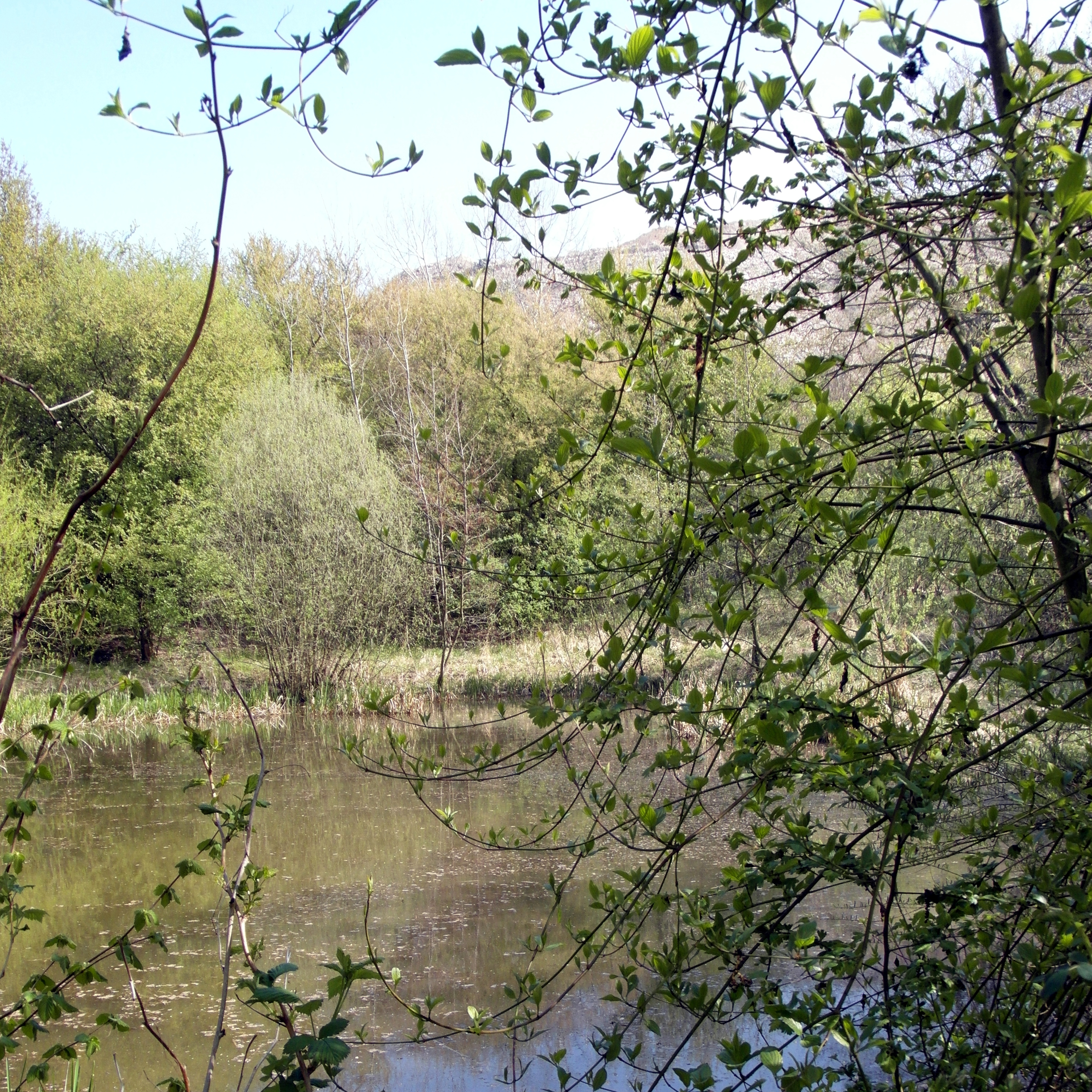
Der Eschteich zwischen Benther Berg und Empelde in der Region Hannover

Der Eschteich zwischen dem Benther Berg und Empelde in der Region Hannover ist ein kulturhistorisch bedeutendes Naturdenkmal und Lebensraum für gefährdete Pflanzen und Tierarten wie beispielsweise den Laubfrosch.

## Geschichte

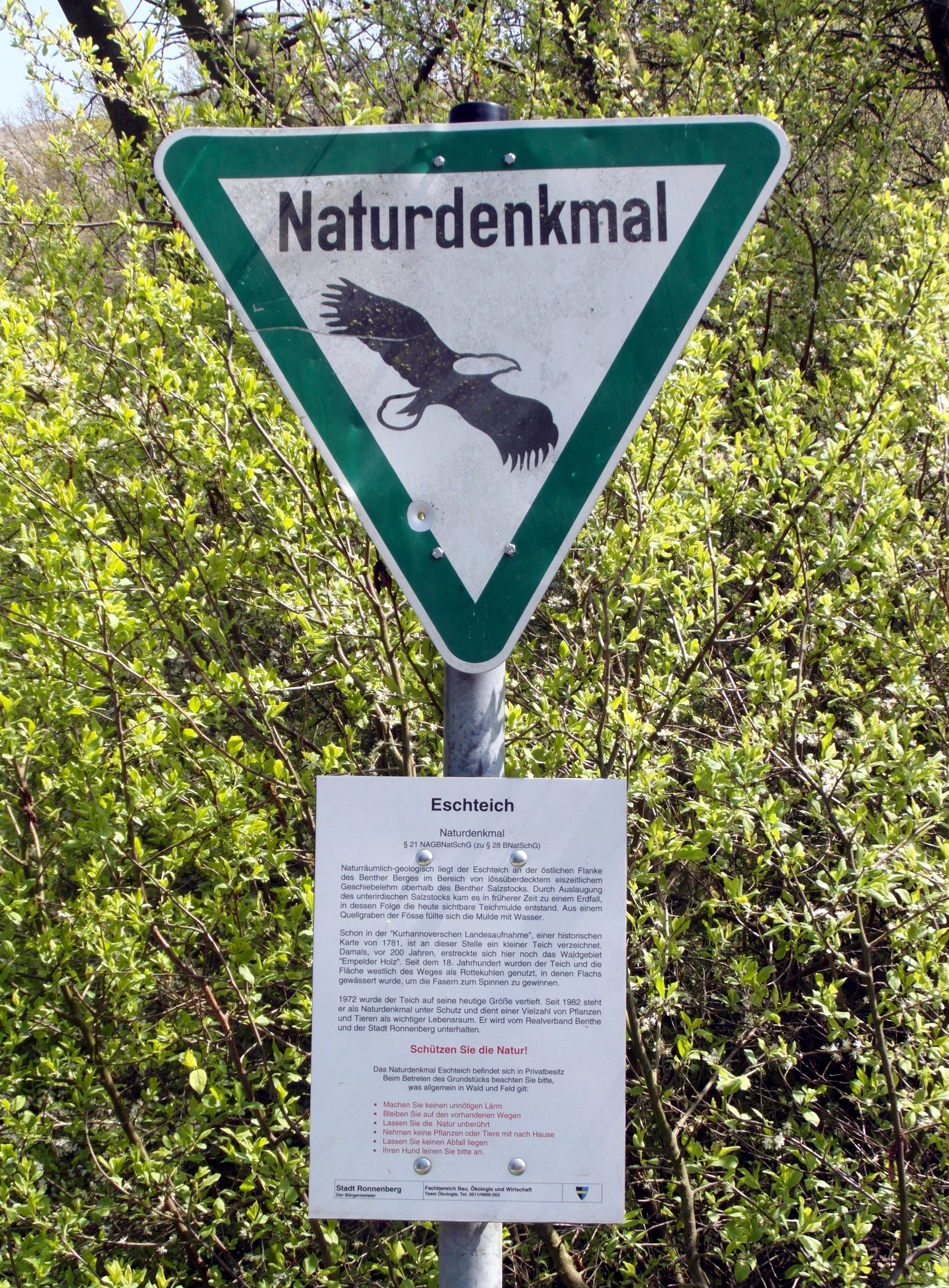
Naturdenkmalschild und Informationstafel am Eschteich

Der Eschteich ist der letzte noch sichtbare historische Erdfall in dem Gebiet, der durch Auslaugung des unter der Erdoberfläche liegenden Salzstockes entstand. Im 17. Jahrhundert nutzten die Menschen den Teich als Rottekuhle für die Gewinnung von Pflanzenfasern aus Flachs.
Bis Anfang des Jahres 2007 wurde der Eschteich großteils von Schlamm befreit, um die ökologische Qualität des Gewässers zu verbessern. Für 2009 sah die Stadt Ronnenberg die Aufstellung einer Informationstafel sowie die Aufstellung eines Kunstobjektes am Teich vor als eine Station auf dem seinerzeit geplanten LandschaftsKunstpfad am Benther Berg.